# Cliff Morgan
Clifford Isaac Morgan (Trebanog, Gales, 7 de abril de 1930-Bembridge, Inglaterra, 29 de agosto de 2013) fue un rugbista, locutor y presentador británico que se desempeñó como apertura. Fue internacional con los Dragones rojos de 1951 a 1958.
Es considerado uno de los mejores jugadores del siglo XX y destacó por un agresivo juego siempre ofensivo, potente aceleración, preciso pie y astuta lectura. Desde 2008 es miembro del World Rugby Salón de la Fama.

## Biografía
Fue hijo de un minero y se crio en una familia de clase media. Estuvo casado 44 años con Nuala, una antigua azafata y enviudó en 1999, se volvió a casar en 2001 con su compañera hasta la muerte.
Es recordado por ser el comentarista de la BBC en el partido de enero de 1973 entre los Barbarians y los All Blacks en la que Gareth Edwards marcó lo que pasó a la historia como «el try del siglo».
Es autor de varias obras impresas, incluyendo Rugby The Great Ones (1970) y su autobiografía, Cliff Morgan: Beyond the Fields of Play (1996). En sus últimos años padeció cáncer de laringe, afectó sus cuerdas vocales y finalmente murió a la edad de 83 años.

## Carrera
Jugó para el club galés Cardiff RFC de 1949 a 1958 y la temporada 1955–56 con el club irlandés Bective Rangers. Además fue seleccionado a los Barbarians en 17 ocasiones, de 1951 a 1958.
En el Torneo de las Cinco Naciones 1951 debutó internacionalmente contra el XV del Trébol y frente a su ídolo Jack Kyle. Su última prueba fue en Nairobi (Kenia) ante África Oriental. En total jugó 29 partidos y marcó tres tries.

### Leones británicos
El irlandés Jack Siggins lo convocó a los British and Irish Lions y jugó las cuatro pruebas de la gira a Sudáfrica en 1955. Morgan distinguió por su dirección de una talentosa línea con Jeff Butterfield y Arthur Smith de centros, su try en la primera prueba en el Estadio Ellis Park, frente a una multitud entonces récord mundial de 100.000 personas, que aseguró una sensacional victoria por 22–23 y su capitanía en la tercera prueba.
Fue capitán debido a que Robin Thompson se lesionó en un partido de entrenamiento. La tercera prueba terminó en victoria de 6–9 y en la última Morgan jugó resentido de un tobillo. Por su desempeño en la gira, los periódicos sudafricanos lo apodaron «el magnífico» y aún hoy es considerada de los mejores rendimientos individuales de un Lion.

## Palmarés
En 1977 recibió la Orden del Imperio Británico por sus servicios al deporte y la Real Orden Victoriana por sus contribuciones a la radiodifusión en 1986. En 1997 fue uno de los miembros originales en ser introducido al descontinuado Salón de la Fama del Rugby.
- Campeón del Torneo de las Seis Naciones de 1952 y 1956.
- Campeón de la Premier Division de Gales de 1952–53, 1954–55 y 1957–58.